# Jar of Flies
Jar of Flies (с англ. — «Банка мух») — акустический мини-альбом американской рок-группы Alice in Chains, вышедший в 1994 году на лейбле Columbia Records.
Пластинка была записана в сиэтлской студии London Bridge в сентябре 1993 года, в перерыве между концертами многомесячного турне в поддержку альбома Dirt (1992). Все песни были придуманы и записаны в студии в течение семи дней. Звукоинженером и сопродюсером стал Тоби Райт, известный по работе с Metallica и Mötley Crüe.
Мини-альбом, получивший название в честь школьного эксперимента гитариста Джерри Кантрелла, стилистически отличался от предыдущих альбомов Alice in Chains и выделялся на фоне остальной гранжевой сцены. Если ранее группа играла тяжёлый хеви-метал, вдохновлённый группами конца 1960-х годов, то новая пластинка носила преимущественно акустический характер, заставляя проводить параллели с творчеством The Beatles и R.E.M. В состав Jar of Flies вошло семь песен, представлявших большое разнообразие стилей — от акустического рока и блюз-рока до фолк-музыки и джаза. Впервые на пластинках Alice in Chains появилась инструментальная композиция, а также использовались струнные инструменты и губная гармоника.
Jar of Flies был выпущен 14 января 1994 и стал первым мини-альбомом в музыкальной истории, дебютировавшим на первом месте в хит-параде Billboard 200. Всего было продано более 3 млн экземпляров пластинки, что сделало её «трижды платиновой» по версии RIAA. Выпущенная в качестве сингла песня «No Excuses» впервые для Alice in Chains достигла вершины хит-парада Mainstream Rock Tracks. Несмотря на спонтанный характер записи и экспериментальное акустическое звучание, пластинка была тепло принята критиками.
По прошествии времени Jar of Flies считается одним из наиболее влиятельных гранжевых альбомов, продемонстрировавшим творческое разнообразие групп из Сиэтла, а также входит в число лучших альбомов 1994 года.

## История появления
Просто хотелось провести в студии несколько дней с акустическими гитарами и посмотреть, что из этого выйдет.Лейн Стейли
Во время работы над саундтреком «Последний киногерой» Тоби Райт пришёл в студию и обнаружил незнакомца, который сидел на его месте за микшерным пультом. Выяснилось, что лейбл нанял другого звукорежиссёра — Энди Уоллеса (сводившего Nevermind), но забыл предупредить об этом Райта. Тем не менее, время продюсера было полностью оплачено, а вместо работы он провёл целый день с группой и близко познакомился с музыкантами.
Это знакомство стало началом плодотворного сотрудничества Райта с Alice in Chains. Продюсер выпустил с группой студийные пластинки Jar of Flies (1994) и Alice in Chains (1995), концертный альбом MTV Unplugged (1996), а в 1999 году пересвёл песни из пресловутого саундтрека к «Последнему герою» для антологии Music Bank.
В начале 1993 года в составе Alice in Chains назревали изменения. На тот момент группа находилась в мировом турне в поддержку второго студийного альбома Dirt, выпущенного в разгар популярности гранжевого движения. Пластинка дебютировала в хит-параде Billboard 200 на шестом месте и вскоре стала «платиновой». После выхода альбома, описывающего подробности наркозависимости, за Alice in Chains закрепилась репутация «героиновой группы». Прессе стало известно о пристрастии вокалиста Лейна Стейли к наркотикам и лечении в реабилитационном центре, из-за чего личная жизнь музыкантов была опутана множеством сплетен. Наконец, в январе 1993 года, было объявлено о том, что Alice in Chains покидает бас-гитарист Майк Старр. Официальной причиной расставания, произошедшего по обоюдному согласию, называли нежелание Старра мириться с плотным концертным графиком. Также ходили слухи, что бас-гитарист слишком сильно вжился в образ рок-звезды, из-за чего поссорился с другими членами группы. Заменой Старру стал Майк Айнез, ранее выступавший в группе Оззи Озборна; его пригласили на временной основе, чтобы отыграть уже запланированные концерты.
В середине марта 1993 музыканты Alice in Chains вернулись из Европы и провели небольшое турне по США вместе с Circus of Power и Masters of Reality на разогреве. В апреле группа вернулась в Сиэтл, чтобы записать саундтрек к фильму «Последний киногерой» с Арнольдом Шварценеггером в главной роли. Сессии, ставшие первыми для Айнеза в составе Alice in Chains, прошли в местной студии Avast, которой владел Стюарт Халлерман. Вместо Дэйва Джердена, который отвечал за создание предыдущих полноформатных альбомов Alice in Chains, продюсером и звукоинженером лейбл назначил Тоби Райта, известного по работе со Slayer, Corrosion of Conformity, Metallica, Kiss и Mötley Crüe. Вместе с ним Alice in Chains записали для кинофильма две песни — «What the Hell Have I» и «A Little Bitter»; на первую из них в июне 1993 года был снят видеоклип, режиссёром которого стал Рокки Шенк.
Летом 1993 года прошёл фестиваль Lollapalooza III, одно из главных событий года в рок-музыке. Alice in Chains выступали на главной сцене и входили в число хедлайнеров, наряду с Primus. Группа осталась чрезвычайно довольной весёлой и дружественной атмосферой фестиваля, а Майк Айнез назвал Lollapalooza «одним из тех туров, где вы находите друзей на всю жизнь». За полтора месяца — с 18 июня по 7 августа — Alice in Chains дали более 35 концертов, поэтому группа приняла решение взять отпуск по окончании фестиваля, отвлечься от насыщенного концертного графика и провести неделю в звукозаписывающей студии. Джерри Кантрелл позвонил Тоби Райту и предложил записать мини-альбом с Alice in Chains, на что тот с радостью согласился. В ответ на просьбу Райта выслать ему демозаписи песен, Кантрелл убедил продюсера, что группа будет в студии раньше, чем туда будут доставлены плёнки, и всё покажет на месте.

## Запись альбома
Лучшая в мире группа будет просто джемовать? Ну что плохого может случиться?Тоби Райт

### Творческий процесс

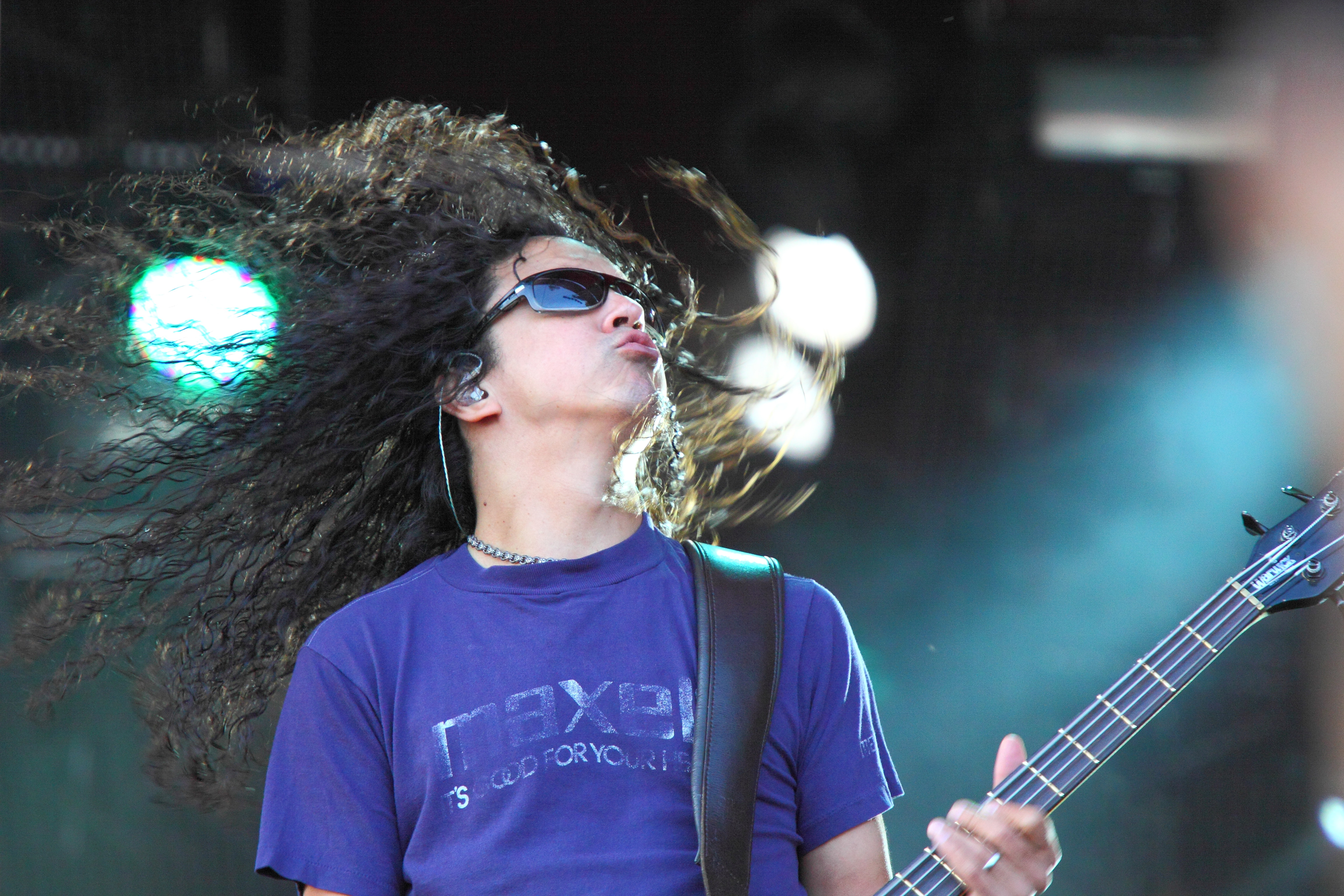
«Это был первый раз, когда мы записывались с Майком Айнезом. Этот мини-альбом доказал и нам, и поклонникам, каков его талант. Он играет самое противное, самое мрачное дерьмо, но у него самое доброе сердце в мире» — вспоминал Джерри Кантрелл.

Тоби Райт и музыканты встретились в сиэтлской студии London Bridge 7 сентября 1993 года. Выяснилось, что, несмотря на заверения Кантрелла, у группы практически не было готового материала. Единственной имевшейся заготовкой был припев к песне «Don’t Follow», написанный Джерри Кантреллом в Ирландии во время турне в поддержку Dirt. Тоби Райт озадаченно поинтересовался, чем ему придётся заниматься следующие десять дней, на которые уже было зарезервировано студийное время. Было решено, что музыканты проведут его с максимальной пользой, импровизируя и сочиняя новые песни прямо на ходу. Джерри Кантрелл убедил продюсера начать работу безо всяких обязательств и завышенных ожиданий: «Ты просто потусишь с нами, пока мы будем джемовать, и если из этого что-то выйдет, то так тому и быть; а нет — так нет».
У группы имелись все основания полагать, что в результате студийных сессий появится несколько песен. Лейн Стейли даже называл это «секретным оружием» Alice in Chains: «Мы пишем [песни] всегда. У нас есть несколько идей, но кто знает, когда в следующий раз мы окажемся в студии? Мы записываемся, когда чувствуем, что у нас достаточно материала. В нашем случае это может быть следующая неделя или следующий год. Вы можете гадать об этом ровно так же, как и мы». Джерри Кантрелл разделял уверенность вокалиста, ведь, будучи неформальным творческим центром группы, он никогда не сидел без дела и всегда что-то придумывал; если накопленные риффы долгое время не использовались, то потом он мог выдать до десяти песен или основательных идей за раз. Во время концертного тура Lollapalooza у музыкантов было несколько восьмидорожечных магнитофонов, чтобы иметь возможность сохранить свои наработки, а в автобусе Лейна Стейли даже была оборудована передвижная студия звукозаписи. Недавно присоединившийся к группе бас-гитарист Майк Айнез также стал полноценной творческой единицей: ранее он написал запоминающийся вступительный бас-гитарный рифф к песне Оззи Озборна «No More Tears», а на Jar of Flies его идеи легли в основу композиций «Rotten Apple» и «I Stay Away».
Сессии проходили практически круглосуточно, участники Alice in Chains тратили на репетиции по 14-18 часов в день. Запись инструментальных партий происходила быстро и эффективно: после того, как группа определялась с аранжировкой, требовалось буквально несколько дублей, чтобы запечатлеть это на плёнке. Готовые заготовки без вокала показывали Лейну Стейли, который сидел в отдельной комнате на втором этаже, и если всей группе нравилась композиция, то вокалист начинал писать к ней текст, в то время как остальные музыканты возвращались на первый этаж и приступали к следующей песне. Когда слова очередной песни были готовы, Стейли спускался вниз к музыкантам и показывал им результат. После этого Стейли объяснял звукорежиссёру, сколько дорожек ему нужно для вокала, и исполнял основную партию и сопутствующие дополнительные гармонии практически на лету, в то время как бэк-вокал и гармонии Кантрелла были более прямолинейны и хорошо продуманы заранее. Во время записи Стейли чаще всего оставался с Тоби Райтом наедине, а Кантрелл лишь изредка заглядывал в контрольную комнату, чтобы лучше понять, что ему предстоит спеть.

### Оборудование и инструменты
После общения с группой Тоби Райт выяснил, что мини-альбом будет преимущественно акустическим. К тому времени Alice in Chains решили, что будут следовать выработанной ранее стратегии — в промежутке между полноформатными тяжёлыми альбомами будет выпущен EP, на котором выйдут акустические композиции. Это решение определило основной подход к выбору студийного оборудования: мини-альбом должен был звучать максимально естественно. Для этого запись производилась исключительно с помощью аналоговых устройств. Лейн Стейли лично настоял на использовании магнитной плёнки и запретил использовать Pro Tools. Вместо цифровой звуковой рабочей станции использовался микшерный пульт Neve 8068. За консолью сидел сам Тоби Райт, совмещая роли звукорежиссёра и сопродюсера. Ему помогал ассистент Джонатан Плам, сотрудник студии London Bridge, уже имевший опыт работы с Alice in Chains.
Во время записи инструментов группа располагалась по сторонам от ударной установки, в окружении целого набора микрофонов, установленных на оптимальном расстоянии от инструментов. Джерри Кантрелл и Майк Айнез сидели в одной комнате с Шоном Кинни и джемовали прямо на месте, в то время как Тоби Райт располагался в контрольной комнате. Особое внимание уделялось акустическим гитарам. Прямой сигнал со звукоснимателей инструментов Ovation смешивался с сигналом с микрофонов, чтобы сделать звук максимально естественным и исключить элемент «электрификации». Джерри Кантрелл сменил свой обычный набор аппаратуры и инструментов и вместо усилителей Bogner и Marshall впервые попробовал комбоусилитель Fender Twin Reverb, играя на винтажных гитарах Fender Stratocaster и Gibson Les Paul. В свою очередь, Майк Айнез воспользовался акустической бас-гитарой Guild. Шон Кинни использовал как обычные барабанные палочки, так и специальные щётки, распространённые в блюзе и свинге, чтобы придать барабанам более тихое и спокойное звучание. Над ударной установкой располагался микрофон AKG C414; для том-томов и бас-бочки использовались AKG D-12 и Sennheiser MD 421; над малым барабаном находились AKG C451 и Shure SM57, под ним — Sennheiser MD 441. Все вокальные партии записывались с помощью микрофона Neumann M49, лучшего лампового микрофона, имевшегося в студии.

### Приглашённые музыканты
Ещё во время записи песни «Don’t Follow» после строк «I get so lost and don’t know how / It hurts to care, I’m going down» (с англ. — «Я заблудился, даже не знаю, как. Больно быть небезразличным, я иду на дно.») Лейн Стейли добавил фразу «How now, brown cow?» (с англ. — «Как сейчас, коричневая корова?») — набор слов, который используется во время уроков дикции для тренировки произношения. По мнению Джонатана Плама, Лейн добавил эту бессмыслицу, потому что ему не нравилась композиция. Фраза долго входила в рабочий вариант песни, пока во время сведения Кантрелл, наконец, не потребовал её убрать
Как и в случае с предыдущим акустическим миньоном Sap, для записи Jar of Flies группа решила привлечь нескольких сторонних исполнителей. Если в случае с Sap это были друзья из групп Soundgarden, Heart и Mudhoney, то в этот раз группа прибегла к помощи сессионных музыкантов. Для композиции «I Stay Away» был приглашён струнный квартет: Эйприл Асевез (альт), Ребекка Клемос-Смит (скрипка), Джастин Фой (виолончель) и Мэттью Вайс (скрипка) — их группе порекомендовала подруга Мэтта Кэмерона, барабанщика Soundgarden. Джерри Кантрелл не был хорошо знаком с музыкальной нотацией, поэтому решил не тратить время на создание партитур инструментов. Вместо этого лидер группы собрал музыкантов в большой комнате, взял в руки гитару, сыграл им песню и объяснил, чего хотел бы добиться. Звукорежиссёр Дэйв Хиллис был поражён бесстрашием Кантрелла, который решился работать с классическим исполнителями без дирижёра и полагающихся в таких случаях длительных репетиций. Помимо песни «I Stay Away», струнные стали частью аранжировки инструментальной композиции «Whale & Wasp».
В записи бэк-вокала к песне «Don’t Follow» приняли участие бас-гитарный техник Рэнди Биро, гитарный техник Даррел Питерс, а также Майк Айнез. Помимо этого, в композиции присутствует соло на губной гармонике, для исполнения которого было решено привлечь профессионального музыканта. В процессе записи Джерри Кантрелл обратил внимание на странные звуки. Выяснилось, что музыкант — уже довольно немолодой мужчина — играл замечательно, но при этом громко кряхтел. После нескольких тщетных попыток сыграть соло без посторонних звуков, музыканты пригласили друга Криса Корнелла Дэвида Аткинсона, который в итоге и воспроизвёл нужную мелодию с первой попытки.

### Итоги студийной работы
Написание песен и запись аудиодорожек в студии London Bridge заняли у группы всего семь дней — с 7 по 14 сентября. Сведение альбома прошло в студии Scream Studios, расположенной в Студио-Сити, штат Калифорния, с 17 по 22 сентября 1993 года; ассистентом Тоби Райта стала Лиз Срока. Мастерингом пластинки занималась лос-анджелесская компания Presicion Mastering.
Несмотря на сомнения, которые присутствовали у группы в самом начале работы, после того, как накопилось семь готовых песен, стало понятно, что мини-альбом удался. В первую очередь результатом остался доволен Тоби Райт, особо отметив песню «Don’t Follow», которую назвал практически шедевром, а также композиции «I Stay Away» и «No Excuses». Сами участники группы не были столь уверены в необходимости публикации песен и решили показать их лейблу. Когда представители звукозаписывающей компании услышали итоговый материал, он им чрезвычайно понравился. Таким образом, решение о выпуске пластинки приняли не музыканты Alice in Chains, а руководство Columbia Records. Сама же группа сразу после окончания записи возобновила концертное турне в поддержку Dirt.

## Содержание
Это другое. Это не большой, тяжёлый рок-альбом, и не должно было им быть.Джерри Кантрелл

### Музыка и тексты

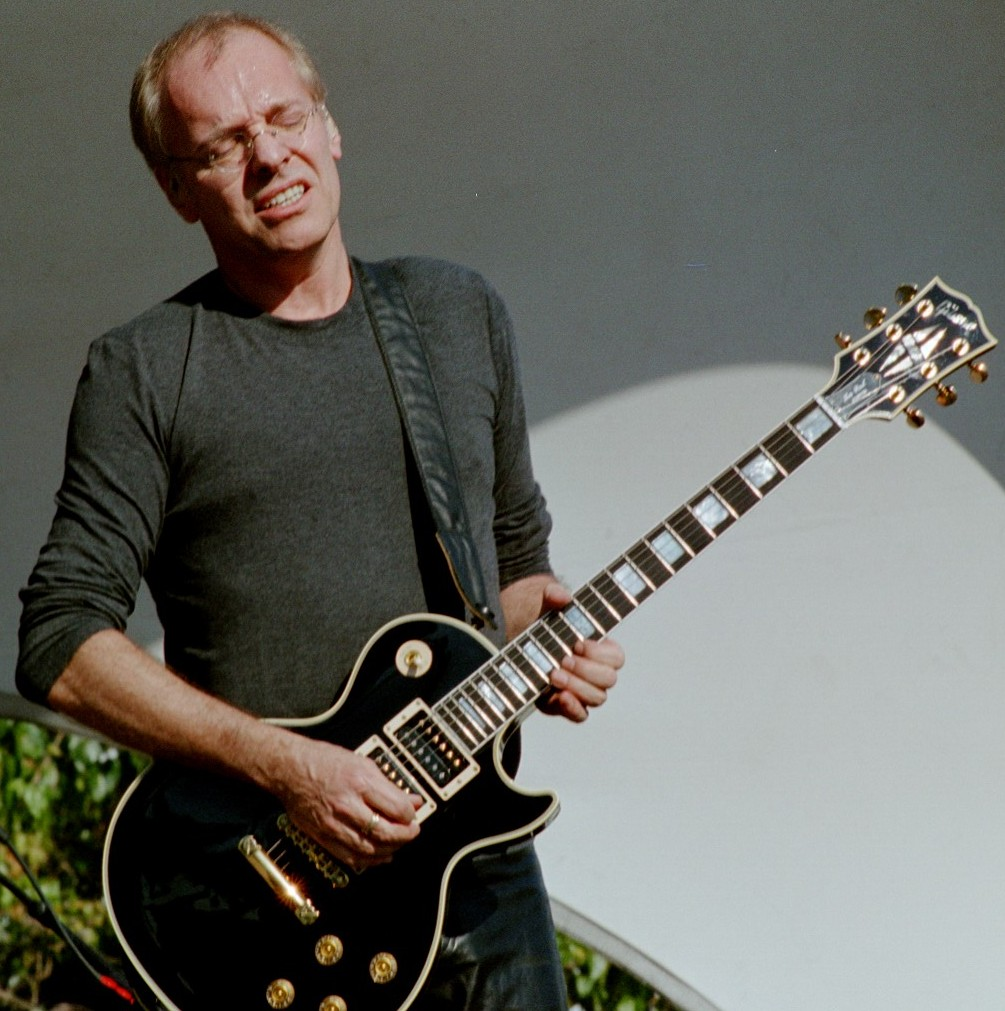
На вступительной композиции «Rotten Apple» Джерри Кантрелл использовал ток-бокс, отчего после шутил, что теперь в каждом альбоме Alice in Chains есть пародия на Питера Фрэмптона. Ранее этот характерный гитарный эффект можно было услышать в песнях «Man in the Box» из альбома Facelift (1990) и «Rain When I Die» с Dirt (1992).

Jar of Flies не был первым акустическим альбомом группы. Ещё в 1992 году Alice in Chains выпустили EP Sap, на котором отказались от хеви-металлической стилистики. Тем не менее, Sap был издан только в США и был знаком лишь узкому кругу американских поклонников группы, поэтому большинство слушателей по всему миру продолжали считать Alice in Chains наследником традиций хард-роковых групп конца 1960-х годов, таких как Black Sabbath и Led Zeppelin. Новый мини-альбом намеренно задумывался как что-то отличное от предыдущей пластинки, более лёгкое и акустическое, особенно на контрасте с предыдущим годом в жизни группы, насыщенным хеви-металлическими ритмами. Музыканты осознавали, что не всем поклонникам группы альбом придётся по вкусу, но были готовы идти на артистические риски. «Мы все разные, такова жизнь. Иначе все бы ходили в одинаковой одежде, думали бы одинаково и всё делали одинаково» — размышлял Кантрелл. В свою очередь, Шон Кинни был рад, что его группа записала хоть что-то, что можно было поставить своим родителям: «Они никогда не будут слушать другие наши альбомы. Зато в Jar of Flies они реально врубились и это чудесно». Музыканты не ставили перед собой цель во что бы то ни стало ответить критикам, считавшим музыку группы слишком тяжёлой, но стремились показать свою многогранность. «Кто знает, может однажды мы выпустим альбом в стиле кантри… Или напишем стихи на идише…» — иронизировали Кантрелл и Кинни.
Для того, чтобы разнообразить звучание песен, использовались не самые типичные для предыдущих работ Alice in Chains инструменты. Так, например, в песне «Rotten Apple» можно услышать редко используемый гитарный эффект ток-бокс, а в «Don’t Follow» — губную гармонику. Но наиболее неожиданным стало появление струнной секции, крайне редко встречавшейся у групп альтернативного рока начала 90-х годов (среди исключений — скрипка у Camper Van Beethoven). Лишь через несколько лет после выхода Jar of Flies на вершины чартов попадут такие песни, как «The World I Know» Collective Soul и «Tonight, Tonight» Smashing Pumpkins, где струнные будут играть важную роль; в 1994 году же это казалось совершенным новшеством. В целом, наполовину акустическое, наполовину «электрифицированное» звучание Jar of Flies, наполненное джазовыми и оркестровыми аранжировками, делало пластинку «скорее атмосферной, нежели содержательной». Важнейшую роль в музыкальном наполнении продолжал играть Джерри Кантрелл, исполнявший как акустические ритмы, так и партии на электрогитаре. Если раннее творчество Alice in Chains было ближе к хеви-металу и представляло собой замысловатую смесь Black Sabbath, Metallica и даже готической музыки, то в новой пластинке ощущалось влияние других, неметаллических стилей. Гитарные приёмы и гармонии Кантрелла стали более сдержанными и деликатными, напоминая творчество R.E.M., а сольные пассажи были похожи на творчество джазового гитариста Пэта Мэтини и Джо Уолша из The Eagles.
На фоне сдержанного звучания инструментов больше пространства досталось вокалу Лейна Стейли. Отход от хеви-металлических корней сказался и на его вокальной технике, а голос приобрёл окраску, более характерную для «белого» блюз-рока. В то же время, фирменное сочетание голосов Стейли и Кантрелла осталось неизменно узнаваемым. В журнале Guitarist отметили «канонизированные, сплетённые гармонии, каких свет не видывал со времён самого лучшего продукта поп-музыки, Rubber Soul». Кроме того, если ранее Кантреллу доставалась роль второго вокалиста, дополнявшего Стейли, то на песне «Don’t Follow» он проявил себя в качестве основного исполнителя. В дальнейшем гитарист неоднократно брался за ведущие вокальные партии, начиная со следующего студийного альбома группы, продолжая двумя сольными пластинками и заканчивая работой в новом составе Alice in Chains, где функции главного вокалиста были распределены между ним и Уильямом Дювалем.
Спонтанный характер записи отразился и на текстах песен. В ответ на вопрос о смысле, заложенном в песни альбома, Джерри Кантрелл отшучивался: «Я даже не помню, что именно я там пел. Этот продукт стал следствием того, где я тогда находился». Группа была истощена после длительных гастролей в поддержку Dirt, и это сказалось на текстах. Тематика песен в некоторой степени являлась логическим продолжением предыдущего альбома группы, но если Dirt описывал человеческие пороки, то Jar of Flies показывал, как лирический герой продолжает жить с последствиями своих поступков и, будучи отрезанным от остального общества, переживает из-за своего одиночества и потерянных друзей. В журнале Rolling Stone отметили, что в текстах Стейли звучало сожаление: во вступительной «Rotten Apple» он пел «I repent tomorrow» (с англ. — «Завтра я буду раскаиваться»), а почти в каждой песне повторял слово «дом», которое произносил с болью и горечью. Музыкальный редактор газеты The Gleaner Дэн Уинфилд также обратил внимание на боль в текстах Стейли, но отметил, что теперь она носила характер «предчувствия, ожидания чего-то в ближайшем будущем». Тем не менее, это не шло ни в какое сравнение с тем уровнем откровенности, который был продемонстрирован на предыдущей пластинке: «Стейли продолжил заниматься самобичеванием и борьбой с собственными демонами, однако по сравнению с Dirt это как если бы группа пела бы о росинках на розах и усиках котят» — писал Мэтт Мэлис из Consequence of Sound.

### Список песен
1. Пластинку открывает семиминутная меланхолическая песня «Rotten Apple», напоминающая творчество гранжевой супергруппы Temple of the Dog. Композиция начинается с выразительного басового риффа в стиле Tool, к которому присоединяются акустические гитары и электрогитара с эффектом wah-wah. Причудливое вступление, которое в Kerrang! обозвали «Пушистик встречает ковбоя», перерастает в мрачный куплет, гитары сливаются с фоном, а на передний план выходят вокальные гармонии Стейли. В журнале Guitar Player «Rotten Apple» назвали наибольшим достижением Кантрелла, отметив «хриплое, запповское звучание „квакушки“ и полностью импровизированную фразировку».
2. Вторая песня «Nutshell» похожа на стартовую композицию своей глубокой и мягкой аранжировкой. Песня изначально была значительно длиннее — около 7-8 минут — но в процессе репетиций музыканты решили её значительно урезать. В ней впервые в альбоме появляется полноценное гитарное соло Кантрелла, однако в центре внимания всё ещё находится голос Лейна Стейли. В журнале Kerrang! отметили «беззастенчиво мечтательную атмосферу» песни, сравнив её с творчеством Pink Floyd.
3. Костяк композиции «I Stay Away» принадлежит Майку Айнезу; он сыграл в ней не только на басу, но и на двенадцатиструнной акустической гитаре. В этой песне впервые в истории Alice in Chains можно услышать струнный квартет. Сочетание акустической гитары и струнной секции стало абсолютно неожиданным и продемонстрировало, как далеко Alice in Chains способны отклониться от своего исходного хеви-металлического курса. Характерное для группы мрачное «хрустящее» звучание было дополнено ведущим вокалом Лейна Стейли, в то время как для записи бэк-вокала была привлечена вся группа, включая гитарных техников. Из-за аранжировки и вокальных гармоний «I Stay Away» сравнивали с творчеством The Beatles, дуэта Simon & Garfunkel, а также трибьют-группы The Fab Four, исполняющей произведения «ливерпульской четвёрки» в сопровождении оркестра.
4. Четвёртая песня «No Excuses» начинается с ритмичного вступления Шона Кинни. Барабанщик экспериментировал с различными способами звукоизвлечения, использовав технику удара обратной стороной палочки по ободу малого барабана, а также бонго и дополнительные барабаны меньшего размера. Основная часть композиции построена вокруг смены гитарных аккордов баррэ A и B, при которых две нижние струны B и E остаются открытыми, что даёт звучание, схожее с R.E.M. При этом Шон Кинни поддерживает размашистый грув, «который обратил бы на себя внимание Стюарта Коупленда». Основная вокальная партия в куплете принадлежит Джерри Кантреллу, в то время как Лейн Стейли исполняет дополнительные гармонии, а в припеве они меняются ролями. В журнале Goldmine «No Excuses» назвали «беззастенчиво попсовой песней», кардинально отличающейся от прочего творчества группы.
5. «Whale & Wasp» стала первой инструментальной композицией в репертуаре Alice in Chains. Она была написана Джерри Кантреллом ещё в восемнадцатилетнем возрасте и лежала без дела довольно долго. Кантрелл дал ей такое название, потому что песня напоминала ему «беседу между китами и осами». Песня начинается с повторяющегося «потустороннего» гитарного бенда, на который накладываются несколько слоёв фолк-роковой акустической гитары и электрогитары, после чего звучит соло, сопровождающееся нежными звуками виолончели и скрипки. В журнале Spin инструментальную композицию сравнили с «Metallica, которая исполняет нью-эйдж».
6. Песня «Don’t Follow» содержит элементы фолк-музыки и кантри. Композиция выделяется соло-партией на губной гармонике, характерным гитарным звучанием Кантрелла, а также вокальными гармониями в стиле R.E.M. и «битловской» «Here Comes The Sun». В журнале Entertainment Weekly «Don’t Follow» назвали «деревенской песней у костра», а на сайте The A.V. Club — «песенкой бродяги».
7. Заключительная композиция «Swing on This» стала своеобразной пародией на свинговые биг-бэнды, такие как оркестр Гленна Миллера. Она родилась в студии из джазовой импровизации Шона Кинни, которую подхватил Джерри Кантрелл и уже вместе они заставили Майка Айнеза сыграть «самую тупую басовую линию». Хотя изначально это звучало довольно глупо, по ходу исполнения музыканты вошли во вкус. Песня начинается как би-боп в тональности ля-бемоль, но превращается в некое подобие хроматического метала. На фоне предыдущих серьёзных композиций «Swing on This» звучит более шутливо и беззаботно. По окончании песни слышна фраза Майка Айнеза, заглянувшего в студийную кабинку: «Toby’s still laughing…» (с англ. — «Тоби [Райт] до сих пор смеётся...»).
По заверению музыкантов, помимо этих семи песен у группы были готовы ещё одна-две композиции, но так как они были более тяжёлыми и «электрическими», их решили не включать их Jar of Flies и приберечь для следующего полноформатного альбома.

## Выпуск и продвижение
Мы хотели добавить в коробку с компакт-диском пластиковых мух, однако это было слишком дорого. Не взлетело:) Тогда мы подумали, что можно нанести на диск высушенное дерьмо, тогда мухи сами на него слетятся — проект, в котором приняли бы участие слушатели. Но Sony это тоже не понравилось.Майк Айнез

### Обложка и название
Как и в случае с предыдущим мини-альбомом Sap, решение о названии и обложке новой пластинки было принято заранее. Изначально группа собиралась назвать пластинку Son of Sap (с англ. — «Сын Sap»), по аналогии с «Сыном Сэма», прозвищем серийного убийцы Дэвида Берковица, но в итоге было решено остановиться на Jar of Flies (с англ. — «Банка мух»), предложенном Джерри Кантреллом. «Банка мух» была отсылкой к научному эксперименту, который Кантрелл провёл в средней школе. У учеников было по две банки с едой, в каждой из которых находились две мухи; они начинали размножаться, и через несколько дней заполняли банку. Когда популяция достигала пика, они начинали гадить на еду в банке, но одну из банок регулярно чистили, а вторую — нет. В конце концов, одна из банок наполнялась экскрементами и мухи в ней дохли, в то время как в другой продолжали размножаться. «Мораль эксперимента заключалась в том, что „банку“, в которой мы живём, некому убирать, поэтому нам нужно прекратить гадить друг на друга» — вспоминал Кантрелл. Также существует версия, согласно которой в одной из банок были перекормленные мухи, которые быстро погибли от перенаселения, а в другой — голодные насекомые, которые умудрились прожить целый год.
Автором обложки, как в случае с предыдущими работами группы, стал фотограф Рокки Шенк. Музыканты рассказали ему про название предстоящей пластинки и предложили идею с ребёнком, который смотрит в банку с мухами. Съёмка прошла 8 сентября 1993 в столовой фотографа; в ней приняли участие сам Шенк, его ассистент и приглашённый мальчик. Шенк вспоминал, что музыканты настаивали на «безумных цветах», поэтому он активно использовал цветовые фильтры. Съёмка затянулась, так как мухи постоянно дохли и ассистенту приходилось бегать с сачком в соседнюю конюшню, чтобы наловить новых. Несмотря на все сложности и жалобы ребёнка, съёмку удалось довести до конца.

### Выход альбома
Jar of Flies[I] вышел 14 января 1994 года и сразу попал на первое место в американском хит-параде Billboard 200. Пластинка превзошла самые смелые ожидания и установила абсолютный рекорд, став первым мини-альбомом в истории музыкальной индустрии, который попал на вершину чарта Billboard. В течение последующих двадцати лет подобное достижение повторилось лишь раз: в 2004 году аналогичного успеха достигли Jay-Z и Linkin Park с пластинкой Collision Course. Alice in Chains стали всего третьей гранжевой группой, которые сумели достичь вершины американского чарта, после Nirvana (Nevermind, In Utero) и Pearl Jam (Vs.); через несколько месяцев к ним присоединились Soundgarden с пластинкой Superunknown. За первую неделю было продано 141 000 копий Jar of Flies, а к сентябрю 1995 года альбом стал трижды «платиновым» с более чем 3 млн проданных экземпляров.
Вместе с Jar of Flies была выпущена компиляция Jar of Flies / Sap, состоящая из песен, вышедших на этом и предыдущем акустическом мини-альбоме группы. Тем самым лейбл восполнил пробел в продвижении Sap, так как вышедшая в начале 1992 года пластинка была доступна только в США и не сопровождалась активной рекламной кампанией. Четыре песни из этого альбома, записанные с участием сиэтлских рокеров Криса Корнелла, Марка Арма и Энн Уилсон, практически никогда не исполнялись на концертах. Исключением были те немногие выступления, в которых участвовали и Alice in Chains, и Heart, так что Энн Уилсон могла присоединиться к группе на сцене. Многие поклонники группы и даже музыкальные обозреватели узнали о существовании Sap только после выхода этого сдвоенного издания и рассматривали мини-альбомы 1992 и 1994 года как единое целое.
↑ I В Японии пластинка вышла под названием Another Side of Alice (с англ. — «Другая сторона Alice»).

### Синглы

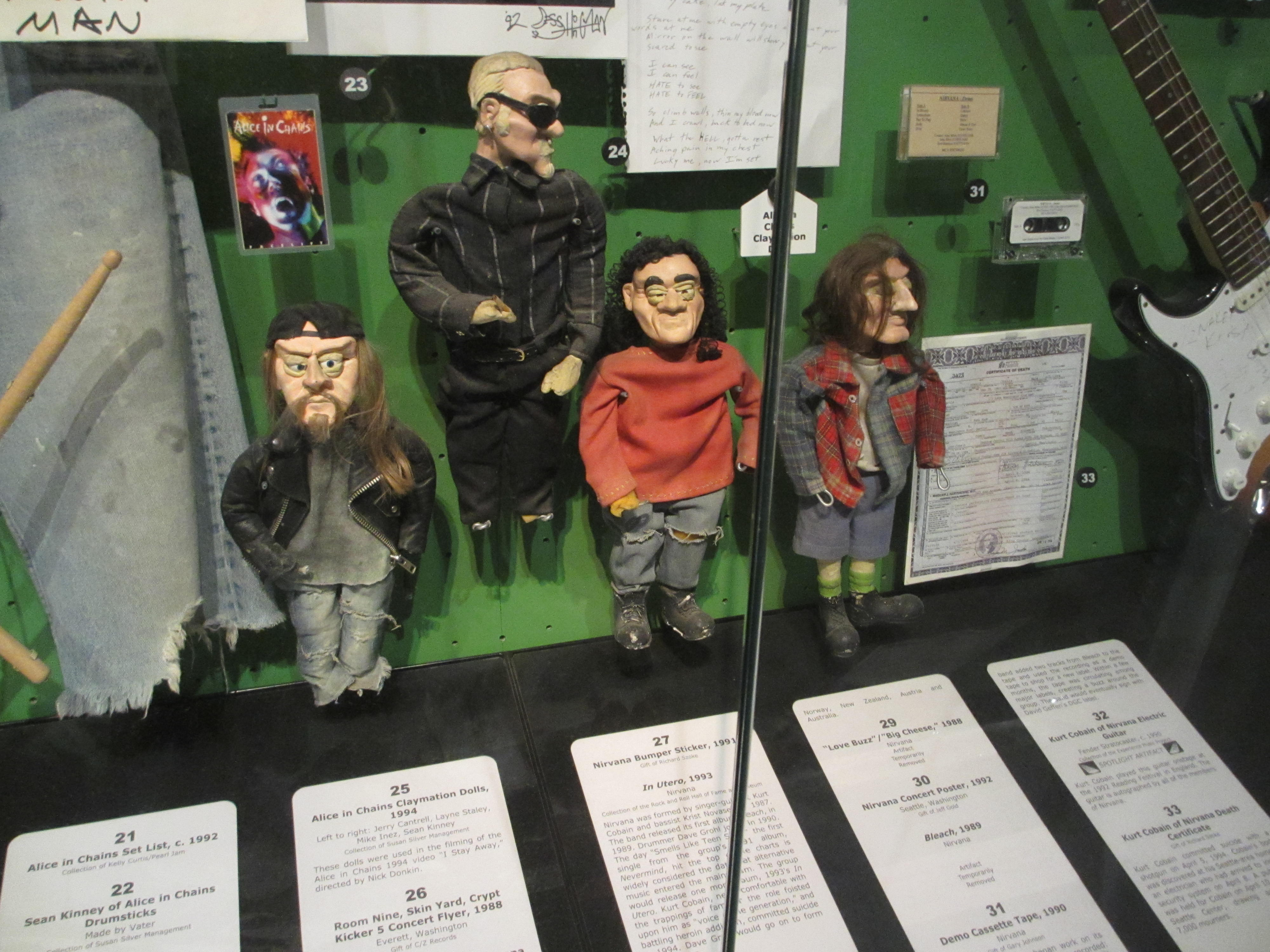
Куклы музыкантов Alice in Chains из видеоклипа «I Stay Away»

В поддержку альбома вышли промосинглы «No Excuses» и «I Stay Away», а также интервью с группой, получившее название Lid Off The Jar. В качестве первого коммерческого сингла была выпущена песня «No Excuses». Она быстро стала хитом и впервые за всю историю Alice in Chains достигла вершины хит-парада Mainstream Rock Tracks. Позднее в продажу поступил сингл «I Stay Away», поднявшийся в чарте Mainstream Rock Tracks на десятое место.
Режиссёр Ник Донкин снял на песню «I Stay Away» мультипликационный клип с пластилиновыми персонажами. По сценарию, в ходе гастролей Alice in Chains автобус с музыкантами останавливается возле бродячего цирка. Там они наблюдают за переполохом, происходящим в цирке после того, как молодой человек выпускает мух из банки. Видео стало очень популярным и часто транслировалось на музыкальном канале MTV. По прошествии времени видеоклип стал считаться классикой, а кукольные копии музыкантов Alice in Chains начали экспонироваться в кливлендском Зале славы рок-н-ролла.
Ещё один клип был снят на песню «No Excuses». Режиссёром стал Мэтт Мэхурин, ранее уже работавший с Alice in Chains над видеорядом к песне «Angry Chair» из альбома Dirt. В центре внимания новой работы Мэхурина оказался человек в костюме и шляпе, попавший в полузаброшенное помещение театра. Персонаж Макса Перлиха наслаждается цирковым выступлением и в конце концов решает остаться вместе с труппой. По мнению Чада Чайлдерса (Noisecreep), видеоклип выделялся мастерской работой с освещением и тенями, задающими тон выступлению. Среди всех участников группы на экране были показаны лишь поющие Джерри Кантрелл и Лейн Стейли.

## Награды и номинации
Песня «No Excuses» вошла в шорт-лист претендентов на получение премии Billboard Music Award в номинации «Лучшая рок-песня», уступив дебютному синглу постгранжевой группы Collective Soul «Shine». Композиция «I Stay Away» была номинирована на получение премии «Грэмми» в категории «Лучшее хард-рок исполнение», где победу одержала «Black Hole Sun» Soundgarden. Наконец, арт-директор Мэри Маурер за свою работу над Jar of Flies стала претендентом на получение премии «Грэмми» «Лучшая упаковка записи», но и тут пластинка осталась без призов: золотой граммофон достался Бадди Джексону, оформившему трибьют-альбом кантри-группы Asleep at the Wheel.
| Год  | Награда               | Категория                  | Работа        | Результат |
| ---- | --------------------- | -------------------------- | ------------- | --------- |
| 1994 | Billboard Music Award | Top Rock Song              | «No Excuses»  | Номинация |
| 1995 | Grammy Awards         | Best Hard Rock Performance | «I Stay Away» | Номинация |
| 1995 | Grammy Awards         | Best Recording Package     | Мэри Маурер   | Номинация |

## Критические отзывы
| Оценки критиков               | Оценки критиков |
| Источник                      | Оценка          |
| ----------------------------- | --------------- |
| AllMusic                      | [ r 5 ]         |
| Encyclopedia of Popular Music | [ r 11 ]        |
| Entertainment Weekly          | B-              |
| Kerrang!                      | [ r 9 ]         |
| Los Angeles Times             | [ r 1 ]         |
| Music & Media                 | без оценки      |
| Q                             | [ r 2 ]         |
| RAW                           | [ r 7 ]         |
| Rolling Stone                 | [ r 6 ]         |
| The Rolling Stone Album Guide | [ r 12 ]        |
| RPM                           | без оценки      |
| Spin                          | ■[II]           |
| Spin Alternative Record Guide | 8/10            |

Слава Богу, что альбом длится всего лишь 30 минут, иначе число самоубийств в Америке подскочило бы до небес.Q
Музыкальные критики в первую очередь обратили внимание на кардинальную смену музыкального стиля, так как новый альбом не имел практически ничего общего с ранними работами группы. В газете Los Angeles Times отметили, что Jar of Flies недоставало энергии и запоминающихся хитов, которыми изобиловали предыдущие пластинки. В журнале Entertainment Weekly хотя и удивились отходу группы от печального «наркоманского рока», но в целом восприняли изменения положительно, отметив, что «если на Dirt было запечатлено отчаяние людей, валяющихся в духовной выгребной яме, то Flies звучит, будто те же ребята просто свесили ноги и болтают ими в мутной воде». Описывая компиляцию Jar of Flies / Sap, Дайна Дарзин (Kerrang!) дополнительно обратила внимание на контраст между акустическими мини-альбомами группы: «Сторона Sap звучит… нормально, в то время как Jar of Flies является наиболее расслабленным, изобретательным и спонтанным диском Alice in Chains».
Jar of Flies не только выделялся на фоне раннего творчества Alice in Chains, но и демонстрировал нежелание группы следовать набравшей популярность за последние годы гранжевой эстетике. В The New York Times отметили, что отказ от насыщенной гитарными риффами тяжёлой музыки был характерен не только для Alice in Chains, но и для Soundgarden, выпустивших свой номерной альбом Superunknown: когда гранж из андеграундного стиля стал превращаться в маркетинговый продукт, группам из Сиэтла попросту стало тесно в его рамках. В журнале Spin и газете The Gleaner предположили, что в Alice in Chains просто устали от надоевшего ярлыка «сиэтлского рока», из-за чего и решили изменить своему фирменному арт-металлическому стилю.
Несмотря на то, что мини-альбом содержал преимущественно акустические композиции, он подтвердил репутацию Alice in Chains, как одной из самых мрачных и депрессивных рок-групп. Стив Хьюи из AllMusic назвал Jar of Flies «сдержанным, невероятно великолепным и мучительно печальным одновременно», отметив безнадёжное и даже «похоронное» настроение, в котором сквозит обречённость. В журнале Rolling Stone новую работу группы назвали более утончённой на фоне предыдущего лонгплея, но при этом — «загадочно прекрасной» и ни в коем случае не превращающей группу в «облегчённую версию Alice in Chains». Марк Купер в журнале Q также отметил депрессивность альбома, назвав его «мощным и удушающим альбомом о беспомощности».
В целом, несмотря на формат EP и существенные стилистические отличия, пластинка была воспринята как несомненный прогресс в развитии группы. В журнале Billboard отметили нехарактерное для более ранних Alice in Chains разнообразие стилей, позволявшее транслировать песни на радиостанциях, ориентированных на альбомный рок, хард-рок или альтернативный рок. По мнению Дайны Дарзин из Kerrang!, акустическая пластинка подтвердила, что группа «способна на большее, чем просто писать музыку, под которую лучше всего резать запястья». В журнале Guitarist миньон, записанный всего за семь дней, назвали одним из наиболее впечатляющих альбомов года, а в RAW и вовсе посчитали Jar of Flies лучшей записью сиэтлских групп со времён Ten и Nevermind.
↑ II ■ — «Отправляйтесь прямиком в ближайший музыкальный магазин. Купите альбом. Немедленно. Убейте, если потребуется.» Журнал Spin.

## Концертные исполнения
Лейн был очень искренним в своих песнях и в „Nutshell“ он действительно всем всё объяснил в двух словах[III]. Я до сих пор очень волнуюсь, когда её исполняю, сдерживаясь, чтобы не расплакаться.Майк Айнез
Музыканты Alice in Chains стали включать отдельные композиции c Jar of Flies в свои сет-листы не дожидаясь официального выхода пластинки. 4 и 5 октября 1993 года группа выступала в лондонском концертном зале Brixton Academy; оба вечера открывала новая песня «Nutshell», а в конце второго выступления состоялось премьерное исполнение песни «Rotten Apple». Тем самым музыканты стремились разнообразить свои концертные выступления, чтобы не повторять один и тот же сет-лист по несколько раз. В дальнейшем эти две песни часто появлялись во время тура Alice in Chains по Европе, Японии и Австралии. Кроме того, несмотря на запланированный отпуск, группа решила дать несколько акустических концертов; к примеру, 7 января 1994 году Alice in Chains выступили на благотворительном мероприятии в поддержку бас-гитариста группы Fishbone Норвуда Фишера, проходившем в лос-анджелесском театре Hollywood Palladium, и исполнили четыре акустические песни: «Am I Inside» и «Brother» с Sap, а также «Nutshell» и «No Excuses» c Jar of Flies. В то же время, традиционный масштабный концертный тур в поддержку Jar of Flies проведён не был.

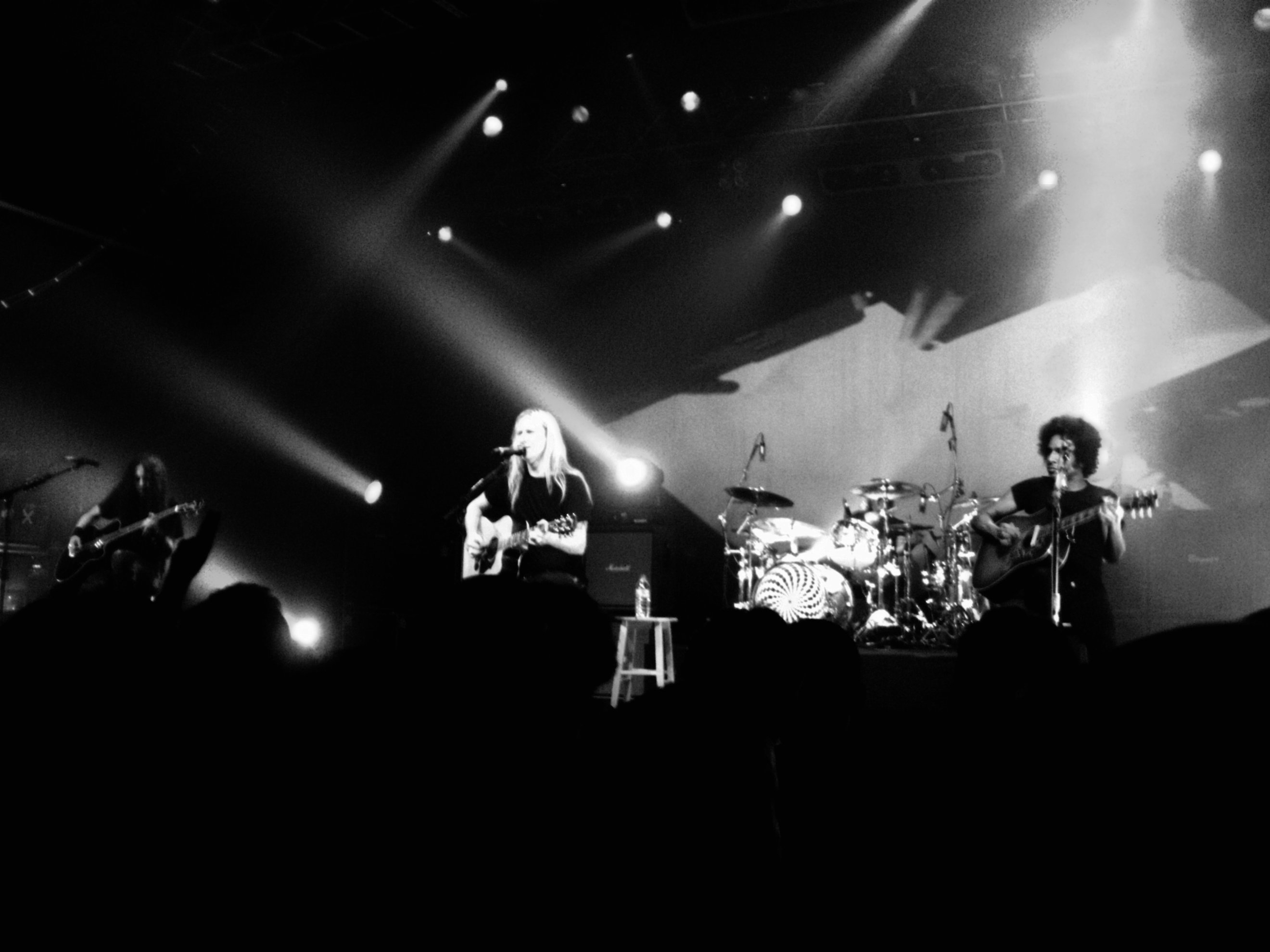
После воссоединения Alice in Chains в 2006 году, группа часто исполняет «Nutshell» на концертах, обычно посвящая её погибшим участникам группы — Лейну Стейли и бас-гитаристу Майку Старру.

Всю первую половину 1994 года Alice in Chains воздерживались от выступлений, находясь в «творческом отпуске». На июль 1994 года были запланированы концерты с Metallica и Suicidal Tendencies. «Мы собираемся провести это летнее турне с „Металликой“, потому что мы вроде как обсуждали это с ними раньше уже раза три. Мы подумали, что хорошо бы сделать это летом, так как у них в последнее время не выходили альбомы, у нас тоже ничего не выходило, и у Suicidal Tendencies тоже… Я думаю, что после возвращения все начнут работать над новыми альбомами. Мы планируем записать новую пластинку сразу после тура» — рассказывал Шон Кинни в интервью Goldmine. Alice in Chains также планировали выступить на фестивале Вудсток-94, приуроченном к 25-й годовщине одного из крупнейших рок-фестивалей современности. Этим планам не было суждено осуществиться: Alice in Chains были вынуждены отменить тур с Metallica из-за «проблем со здоровьем» Лейна Стейли. Ходили слухи, что Стейли всё ещё живёт в Сиэтле, но находится в плохой форме, в то время как звукозаписывающая компания Columbia Records утверждала, что вокалист проходит лечение от наркозависимости в реабилитационном центре.
В 1995 году музыканты наконец сумели собраться вместе в студии и привлекли Тоби Райта для записи третьего полноформатного альбома, получившего название Alice in Chains. Тем не менее, процесс работы не имел ничего общего с Jar of Flies и занял долгие четыре месяца. Даже коммерческий успех пластинки и попадание на вершину хит-парадов не заставили группу возобновить выступления. Впервые после почти трёхлетнего перерыва Alice in Chains появились на публике лишь в 1996 году для записи музыкальной программы MTV Unplugged. Помимо премьерного исполнения нескольких песен из нового альбома, в театре Бруклинской музыкальной академии прозвучали две песни с Jar of Flies: открывавшая концерт «Nutshell» и «No Excuses». Этот живой акустический альбом стал последней крупной работой Лейна Стейли в составе группы, а песни из Jar of Flies никогда более не звучали в его исполнении. После 1996 года вокалист вёл уединённый образ жизни, редко выбираясь из своего кондоминиума в Сиэтле, пока в 2002 году не был найден мёртвым, став жертвой передозировки наркотиков.
После смерти Стейли песня «Nutshell» стала считаться одним из классических произведений группы, неразрывно ассоциирующимся с покойным вокалистом. Хотя песня и не выходила отдельным синглом, она стала очень популярной у фанатов группы и других музыкантов: кавер-версии «Nutshell» выпускали группы Adema, Staind, Shinedown, Seether и Райан Адамс.
↑ III Английское выражение in a nutshell, дословно переводящееся как «в скорлупе», означает «вкратце, в двух словах»

## Историческое значение
Любой согласится, что это была чертовски хорошая неделя, о которой вспоминать приятнее, чем о последующих годах, когда демоны Стейли полностью развалили группу и лишили его жизни.Consequence of Sound
Вместе с очевидным коммерческим успехом и рекордно высоким для мини-альбома местом в американском хит-параде, Jar of Flies стал существенным музыкальным прорывом. Альбом продемонстрировал, что гранжевые группы способны и готовы успешно выходить за пределы жанра и писать музыку в смежных стилях. Вслед за ним через несколько недель вышел очередной альбом Soundgarden Superunknown, ставший самым коммерчески успешным для группы, но также содержавший несколько экспериментальных композиций, нехарактерных для коллективов из Сиэтла. В июне 1994 года Stone Temple Pilots, неофициально считавшиеся пятой по популярности гранжевой группой, выпустили альбом Purple, куда более близкий к поп-музыке и включавшей в себя элементы кантри. На акустическое звучание Jar of Flies стали равняться другие группы того времени, выпустив несколько песен, выдержанных в аналогичной стилистике, среди которых «Touch, Peel and Stand» Days of the New, «It’s Been Awhile» Staind, «Touche» Godsmack, «Blurry» Puddle of Mudd, «Broken» Seether и многие другие.
По прошествии времени Jar of Flies стал считаться одним из важнейших альбомов сиэтлской сцены. В журнале Rolling Stone его поместили на 42-е место в списке величайших гранжевых альбомов, назвав Alice in Chains «одной из наиболее новаторских групп жанра». В онлайн-журнале Diffuser.fm Jar of Flies включили в десятку самых влиятельных альбомов гранжа, подчеркнув, что даже изданная в не самом популярном в США формате EP пластинка сумела достичь вершины хит-парада Billboard.
Помимо влияния на гранжевую сцену, Jar of Flies также стал одним из определяющих альбомов 1994 года, названного в журнале Rolling Stone «величайшим годом в истории мейнстримного альтернативного рока». Музыкальный обозреватель Маура Джонстон поместила мини-альбом Alice in Chains на 12-е место в списке лучших альбомов года, отметив «способность группы достигать мрачного настроения, не прибегая к помощи массивных усилителей». Американский онлайн-журнал Loudwire поставил Jar of Flies на пятое место в списке лучших хард-рок альбомов 1994 года, выделив хит «No Excuses», достигший вершин чартов, неожиданную «I Stay Away» со струнной секцией, а также одну из наиболее популярных песен группы — «Nutshell». Наконец, в журнале Guitar World Jar of Flies вошёл как в десятку лучших гитарных альбомов года по мнению читателей, так и в список «50 культовых альбомов, определивших 1994 год» по версии редакции.

## Справочные данные

### Список композиций
| №                   | Название                | Текст песни         | Музыка                 | Перевод                   | Длительность |
| ------------------- | ----------------------- | ------------------- | ---------------------- | ------------------------- | ------------ |
| 1.                  | «Rotten Apple»          | Стейли              | Айнез, Кантрелл        | «Гнилое яблоко»           | 6:58         |
| 2.                  | «Nutshell»              | Стейли              | Кантрелл, Айнез, Кинни | «Скорлупа»                | 4:19         |
| 3.                  | «I Stay Away»           | Стейли              | Айнез, Кантрелл        | «Буду держаться подальше» | 4:14         |
| 4.                  | «No Excuses»            | Кантрелл            | Кантрелл               | «Без оправданий»          | 4:15         |
| 5.                  | «Whale & Wasp» (инстр.) |                     | Кантрелл               | «Кит и оса»               | 2:37         |
| 6.                  | «Don't Follow»          | Кантрелл            | Кантрелл               | «Не иди за мной»          | 4:22         |
| 7.                  | «Swing on This»         | Стейли              | Кантрелл, Кинни, Айнез | «Свингуй под это»         | 4:04         |
| Общая длительность: | Общая длительность:     | Общая длительность: | Общая длительность:    | Общая длительность:       | 30:49        |

### Участники записи
| Alice in Chains - Лейн Стейли — вокал, - Джерри Кантрелл — гитара, вокал, - Шон Кинни — барабаны, перкуссия, - Майк Айнез — бас-гитара, гитара, бэк-вокал. Приглашённые музыканты - Эйприл Асевез — альт, - Ребекка Клемос-Смит — скрипка, - Джастин Фой — виолончель, - Мэттью Вайс — скрипка, - Дэвид Аткинсон — губная гармоника, - Рэнди Биро — бэк-вокал, - Даррел Питерс — бэк-вокал. | Производство - Alice in Chains — продюсер, - Тоби Райт — звукорежиссёр, - Лиз Срока — ассистент звукорежиссёра, - Джонатан Плам — ассистент звукорежиссёра, - Сьюзан Сильвер — менеджер, - Рокки Шенк — фотограф, - Пит Кронин — фотограф, - Алисия Томпсон — фотограф, - Мэри Маурер — арт-директор. |

### Хит-парады
| Страна                                   | Высшая позиция |
| ---------------------------------------- | -------------- |
| Австралия (ARIA)                         | 2              |
| Австрия (Ö3 Austria)                     | 22             |
| Канада (RPM Top Albums/CDs)              | 5              |
| Дания (IFPI)                             | 5              |
| Нидерланды (Album Top 100)               | 17             |
| Германия (Offizielle Top 100)            | 25             |
| Новая Зеландия (RMNZ)                    | 1              |
| Норвегия (VG-lista)                      | 7              |
| Швеция (Sverigetopplistan)               | 6              |
| Швейцария (Schweizer Hitparade)          | 31             |
| Великобритания (Official Charts Company) | 4              |
| США (Billboard 200)                      | 1              |

| Сингл                                                                               | Высшая позиция | Высшая позиция | Высшая позиция | Высшая позиция |
| Сингл                                                                               | US Pop         | US Air         | US Main        | US Mod         |
| ----------------------------------------------------------------------------------- | -------------- | -------------- | -------------- | -------------- |
| «No Excuses»                                                                        | 32             | 48             | 1              | 3              |
| «I Stay Away»                                                                       | —              | —              | 10             | —              |
| «Don’t Follow»                                                                      | —              | —              | 25             | —              |
| «—» обозначает релизы, которые не попали в чарт или не были выпущены в этой стране. |                |                |                |                |

### Сертификации
| Регион | Сертификация  | Продажи    |
| --- | ------------- | ---------- |
| Канада (Music Canada) | 2× Платиновый | 200 000^   |
| Великобритания (BPI) | Серебряный    | 60 000^    |
| США (RIAA) | 3× Платиновый | 3 000 000^ |
| * Данные о продажах приведены только на основе сертификации. ^ Данные о тиражах приведены только на основе сертификации. |               |            |